# Алкатој
Алкатој (грч. Ἀλκάθοος) је у грчкој митологији било име више личности.

## Етимологија
Име Алкатој има значење „силна моћ“.

## Митологија
- Алкатој (Пелопов син).
- Према Аполодору, Диодору и Паусанији, био је други по реду Хиподамијин просилац кога је убио њен отац Еномај.[2] Према једној причи, сахрањен је у близини страшила за коње у близини хиподрома у Олимпији, где је његов злокобни дух ометао такмичаре.[1] Алкатој је био син Портаона и Еурите, Енејин брат. Према једној причи, убио га је Диомедов отац Тидеј, који је због тога морао у изгнанство.[2]
- У Хомеровој „Илијади“ је био Тројанац који се борио заједно за Парисом и Агенором.[3] Био је Аесијетов син. Био је ожењен Енејином сестром Хиподамијом. Убио га је критски краљ Идоменеј.[4] То је учинио уз помоћ Посејдона који га је заслепео и паралисао му удове, тако да није могао да побегне. Хомер је Алкатоја описао као једног од најзгоднијих и најхрабријих војсковођа.[5]
- Помиње се још један учесник тројанског рата са овим именом кога је убио Ахил.[4]
- Према Вергилијевој „Енејиди“, војник у Енејиној војсци кога је убио Турно.[2]
- Један од бранилаца Тебе у току рата седморице против Тебе кога је убио Амфијарај.[2]